# Rugwardersand
Die Rugwardersand war ein deutsches Küstenmotorschiff (Kümo), das im Januar 1981 im westlichen Mittelmeer verschollen ist. Die Schiffsnamen der Partenreedereien von Helmut Meyer nahmen immer Bezug auf die topografischen Gegebenheiten des Unterweserraums und der niedersächsischen Nordseeküste.

## Geschichte
Die Rugwardersand lief 1969 auf der Elsflether Werft für Helmut Meyer, Brake (Unterweser), als KPfPR vom Stapel. Für die Befrachtung und die technische Inspektion wurde 1966 bereits eine eigene Reederei vom Bankkaufmann Günter Meyer gegründet.  Die Reeder Union „Meyer-Brake“ AG wurde 1985 aufgelöst. Das Schiff fuhr überwiegend für die Boston Line im Nordatlantikverkehr und in der Zitrusfahrt  zwischen Italien/Jugoslawien und Israel.1973 hatte es nachweislich Hartlepool angelaufen. In seinem letzten Jahr hat das Küstenmotorschiff beachtliche Entfernungen für ein Schiff in dieser Größenklasse zurückgelegt.

### Position List Rugwardersand 1980
- 18.01.1980 Tunis (Tunesien)
- 02.02.1980 Bodö (Norwegen)
- 10.03.1980 Haifa (Israel)
- 20.03.1980 Alexandria (Ägypten)
- 01.04.1980 Ravenna (Italien)
- 20.04.1980 Pasajes (Pasaia, Spanien)
- 30.05.1980 Calcutta (Indien, Golf von Bengalen) durch den Suez-Kanal
- 21.06.1980 Paradip (Indien, Golf von Bengalen)
- 07.07.1980 Bombay (Indien, heutige Mumbai, Arabisches Meer)
- 13.07.1980 Aden (Jemen)
- 18.07.1980 Port Said (Ägypten, Ausgang Suez-Kanal)
- 28.07.1980 Haifa (Israel)
- 28.08.1980 Cotonou (Benin, Westafrika)
- 20.09.1980 Belfast (Nordirland)
- 15.10.1980 Mersin (Türkei, Mittelmeerseite)

Das Schiff verließ am 5. Januar 1981 gg. 23.00 Uhr unter dem in Elsfleth wohnhaften Kapitän Joachim Rajewski Livorno an der italienischen Nordwestküste mit Kurs auf das algerische Annaba. Die Ladung bestand aus rund 2300 t Weizenmehl in Plastiksäcken. Dazu gehörte auch eine Decksladung von 380 Plastiksäcken, die offenbar ursprünglich nicht vorgesehen war. Am 6. Januar gegen 07.30 Uhr sandte Rajewski zwei Telegramme an die Reederei und den Agenten in Annaba, in denen er seine Ankunft für den nächsten Tag ankündigte.
Seit dem Absetzen der Telegramme sind Schiff und Mannschaft verschollen. Gesichert ist lediglich, dass die Rugwardersand in einen schweren Sturm geriet. Das Seeamt konnte die Ursache des Unterganges der RUGWARDERSAND nicht mit letzter Sicherheit klären. Es nahm an, dass die nach den IMCO-Kriterien zunächst ausreichende Stabilität durch das Fahren in achterlicher See auf einem Wellenberg so vermindert worden ist, dass in Verbindung mit Wasser an Deck hohe Kränkungswinkel auftreten konnten, die ein Verrutschen der Ladung verursachten. Durch das Verrutschen der Ladung war die Stabilität nicht mehr ausreichend, so dass das Schiff kentern und durch Wassereinbruch sinken konnte. Das Verrutschen der Ladung wurde mit Sicherheit dadurch begünstigt, dass die aus Mehl bestehende Ladung in sehr glatten Propylensäcken verpackt worden war, die bei Entstehung von Freiräumen und entsprechenden Schiffsbewegungen leicht übergehen konnte. Der Untergang muss so plötzlich und unerwartet geschehen sein, dass keine Zeit zur Abgabe von Notsignalen blieb. Selbst die Seenotfunkboje des Schiffes wurde weder gehört noch später geortet. Ein Griff zum UKW-Telefon hätte genügt, eine Taste des automatischen Alarmzeichengebers zu drücken. Das Seeamt beanstandete, dass die RUGWARDERSAND nicht ausreichend besetzt und bemannt war, ohne dass diese Tatsache für den Schiffsuntergang ursächlich war.
Am 7. Januar wurden westlich der Straße von Bonifacio von dem panamaischen Frachter Like Two treibende Plastiksäcke und Ausrüstungsgegenstände der Rugwardersand gesichtet, die jedoch aufgrund des starken Seegangs nicht geborgen werden konnten.
Die Reederei erfuhr aufgrund einer gestörten Funkverbindung nach Algerien erst am 12. Januar, dass die Rugwardersand nicht im Zielhafen eingetroffen war. Eine Suche durch Flugzeuge der französischen Marine, der United States Navy und der Bundesmarine sowie Schiffe der italienischen Marine verlief ergebnislos. Weder wurden Wrackteile noch Ausrüstungsgegenstände wie z. B. Schwimmwesten oder Leichen der 12 Besatzungsmitglieder gefunden.
Am 5. Februar 1981 wurde im Nordwesten Sardiniens ein unbekleideter Leichnam angetrieben und vor Ort bestattet. Am 5. März entdeckte ein Mitarbeiter der Reederei zufällig das Grab des Unbekannten, woraufhin der Leichnam exhumiert wurde. Er wurde anhand des Eherings als der des Ersten Offiziers der Rugwardersand, Heinz Michael Schmidt, identifiziert. Die übrigen Besatzungsmitglieder gelten weiterhin als verschollen, auch wurde das Wrack bislang nicht entdeckt (Stand Februar 2021).
Der Untergang der Rugwardersand wurde später zusammen mit anderen Schiffsunglücken wie dem der München im Jahre 1978 als Argument für die Verbesserung von Rettungseinrichtungen angeführt, so in einem Spiegel-Bericht aus dem Jahr 1982. Nach einem Spiegel-Bericht von 1984 war die Rugwardersand, wie zahlreiche andere deutsche Handelsschiffe, die ebenfalls in Seeunfälle verwickelt waren, unterbesetzt, da fünf Besatzungsmitglieder fehlten.

## Schwesterschiffe
Einswardersand und Langwardersand, gebaut 1968 ebenfalls auf der Elsflether Werft für die Reeder Union „Meyer-Brake“ AG.